# 브라이언 패트릭 클락
브라이언 패트릭 클라크(Brian Patrick Clarke, 1952년 8월 1일 ~ )는 미국의 배우이다.
게티즈버그에서 태어났다.

## 출연 작품
- 그녀의 팔에 사랑을 새겨줘 (2015년)
- H2O Extreme (2009)
- 에이스 벤츄라 3 (2009년)
- 이어 오브 게팅 투 노우 어스 (2008년)
- 토너먼트 오브 드림스 (2007년)
- 시드니 화이트 (2007년) - 칼턴 교수 역
- 링거 (1996년) - 조 역
- 프라이벗 워즈 (1993년)
- 슬리퍼웨이 캠프 2 (1988년)
- 아들과 딸들 (1977년)

### 텔레비전
- 제너럴 호스피털 (1983-88)
- 더 볼드 앤 더 뷰티풀 (1990-91)
- 천사의 손길 (1995-99)
- 닥터 슬론 (1997)
- ER (1999)
- 더 영 앤 더 레스트리스 (2000)
- 저징 에이미 (2001)
- CSI: 마이애미 (2004)
- 원 트리 힐 (2009)
- 체인지 디바 (2009-13)